# Joan Barceló i Cullerés
Joan Barceló i Cullerés (Menàrguens, 1 de novembre de 1955 — Barcelona, 25 de juliol de 1980) va ser un dibuixant, poeta i novel·lista en llengua catalana. Ha estat vinculat a la renovació de la novel·la juvenil i a propostes innovadores en la poesia contemporània. La seva obra, que sovint inclou elements fantàstics com bruixes, diables, gats mesquers, vidents i cecs, va tenir cert impacte entre el públic juvenil durant els anys vuitanta. Es descrivia a si mateix com a «traficant de poemes» i «cultivador de cànem». Actualment, la seva figura és poc coneguda i gran part de la seva obra no es troba disponible al mercat.
| « | No sap ningú com destriar el clixé del psalm ocult, però ens hi afanyem amb traça car som un pou dins d'un altre pou | » |

## Vida
Des de ben petit era un dibuixant incansable. L'apassionava el còmic i feia uns dibuixos que acompanyava amb frases boniques, enigmàtiques i gracioses. Les seves inquietuds artístiques anaven lligades a la paraula i la  imatge. Aquesta afició el va menar a fer cal·ligrames, poemes visuals i tota mena de poesia. Entre els anys 1972 i 1975 va fer exposicions de pintura d'estil surrealista a diverses ciutats catalanes com Solsona, Manresa, Lleida, Tortosa, Balaguer i Barcelona
L'any 1973 es va traslladar a Barcelona per a estudiar filologia a la Universitat Autònoma de Barcelona. També va iniciar els estudis d'art a l'Escola d'Arts Aplicades i Oficis "Pau Gargallo", que es troba a Badalona. Tot així, es va trobar que els estudis d'art no el satisfeien i els va deixar. En acabar la carrera, exercí de professor de català en un institut de batxillerat de Barcelona. Treballà a l'Òmnium Cultural de l'Hospitalet de Llobregat i va fer una gran producció de literatura infantil, rescatada pòstumament. Als dinou anys va publicar el seu primer llibre: Obres completes volum XXVIII (1975). Un llibre de poesia amb dibuix i retalls de tot arreu.
L'any 1977 va fer un viatge a Nova York que el va impactar molt. Hi va descobrir una manera de viure i de pensar molt diferent de la que estava avesat. Va voler-ho explicar en clau humorística i irònica, i així va sorgir Un drapaire a Nova York, una novel·la que presenta una visió crítica i divertida del món dels negocis i de la societat consumista nord-americana. El 1979 va obtenir el Premi Vicent Andrés Estellés de poesia, el mateix any que l'editorial Galera li publicà Ulls de gat mesquer, la seva novel·la més coneguda. L'obra fou traduïda al castellà l'any 1983 per Maria Antònia Oliver, donant-se a conèixer fora dels Països Catalans. Aquest pas semblava que el menaria a un reconeixement internacional, però no va tenir continuïtat.
Era un gran admirador de l'escriptor Josep Maria Folch i Torres, de qui n'elaborà la biografia, publicada pòstumament. L'any 1980 va publicar el recull de poemes Diables d'escuma, un dels més cèlebres de l'autor. En aquesta obra s'hi troba una important influència del poeta gallec Manuel Antonio, un dels seus referents més destacats.
Molts crítics creuen que tenia dintre seu una pressa incondicionada, com si visqués cada dia com si fos el darrer. Era un artista molt prolífic, publicava llibres a marxes forçades i no deixava escapar cap concurs. Escrivia uns textos molt enigmàtics que han deixat la crítica consternada, ja que són difícils d'interpretar i semblen amagar molts detalls sobre la seva persona.
La seva vida es va estroncar en plena joventut. El juliol de 1980 va morir sobtadament d'una aturada cardíaca mentre es preparava un te a casa seva, probablement provocada pels efectes d'un atropellament que havia patit mesos abans. Barceló és considerat com a gran renovador de la novel·la juvenil per la seva aportació en aquest gènere. Tanmateix, actualment és un escriptor oblidat i la major part de la seva obra ja no s'edita. Els experts creuen que hauria arribat molt lluny.

## Obres completes volum XXVIII
Obres completes volum XXVIII és el seu primer llibre. El va publicar el 1975. Sota un títol aparentment seriós, però evidentment irònic, s'apleguen diversos poemes, dibuixos i cal·ligrames de la seva infància i adolescència. És un llibre singular i original que ens reporta a un remolí d'imatges i impressions: està farcit de dibuixos i retalls de diaris.

## Diables d'Escuma
Diables d'Escuma és un llibre que aplega poesies que va escriure entre la primavera de 1978 i l'estiu de 1979. El va presentar de seguida al concurs poètic Premi Vicent Andrés Estellés i va guanyar. L'any següent va ser publicat per edicions Eliseu Climent dins la col·lecció «Tres i Quatre».
Són poemes que palesen una unitat temàtica igualment com diversitat d'idees i d'imatges poètiques. Els crítics hi han copsat en diversos aspectes la influència dels poetes Manuel Antonio, Charles Baudelaire, San Juan de la Cruz, Joan Salvat-Papasseit i Lautréamont.
És una poesia teixida a base de símbols, un dels quals és el viatge, que es pot interpretar com la vida. Diables d'Escuma relata un viatge de descobertes, d'il·lusions, amor i enigmes, ens dona una perspectiva d'una vida apassionant. Aquest viatger va molt perdut, és altre cop una metàfora de com vivim les persones de desorientades, sobretot els joves, que no paren de cercar llur camí. Amb imatge d'un cec que viatja a les palpentes il·lustra aquesta desorientació que viu desesperadament.

## Premis
- 1975 - Premi Cònsol Colell per Immortal mort que et mors
- 1978 - Premi Marià Manent
- 1978 - Premi Ventura Gassol
- 1978 - Premi Cavall Fort
- 1979 - Premi Recull
- 1979 - Premi Vicent Andrés Estellés per Diables d'escuma
- 1979 - Accèssit del Premi de Narració de les Festes Pompeu Fabra
- 1979 - Premi Josep M. Folch i Torres per Que comenci la festa!

## Obres[2]

### Novel·la
- Obres completes. Volum XXVIII, Que no sigui res, 1 (Barcelona: edició de l'autor, 1975, 500 exemplars)
- Viatge enllunat, il·lustracions de Marta Trepat, guia de lectura de Jordi Pàmias (Barcelona: Publicacions de l'Abadia de Montserrat, 1979).
- Ulls de gat mesquer (Barcelona: Editorial La Galera, 1979, 6a edició 1995)
- Que comenci la festa!, il·lustracions d'Enric Cormenzana (Barcelona: Editorial La Galera, 1980, 3a edició 1986)
- El somni ha obert una porta, il·lustracions de Jordi Bulbena (Barcelona: Editorial La Galera, 1981, 2a edició 1985)
- Estimada gallina, edició a cura de Josep Vallverdú, il·lustracions de Montserrat Torres (Barcelona: Editorial La Galera, 1981, 3a edició 1989)
- Pare de rates (Barcelona: Edicions de la Magrana, 1981; Comanegra, 2020).[3]
- Els dracs de la Xina, il·lustracions de Marta Trepat (Barcelona: Publicacions de l'Abadia de Montserrat, 1982)
- Trenta taronges (Barcelona: El Llamp, 1985)
- Un drapaire a Nova York, il·lustracions de Roser Capdevila (Barcelona: Editorial Empúries, 1986, 5a edició 2003)
- Diumenge a la tarda, edició a cura de Julián Acebrón i Jordi Casals (Lleida: Pagès Editors, 2000)
- Viatge enllunat, il·lustracions de Marta Trepat (Lleida: Pagès editors, 2020)

### Narrativa breu
- Miracles i espectres, pròleg de Miquel Àngel Riera (Palma: Editorial Moll, 1981)
  - reeditat dins: Miracles i espectres. Narrativa breu completa - vegeu més avall
- Retalls (Barcelona: El Llamp, 1986)
- Recull de contes, il·lustracions de Fina Rifà (Barcelona: Publicacions de l'Abadia de Montserrat, 1986)
- Miracles i espectres. Narrativa breu completa (Barcelona: Edicions de la Magrana, 1998)

### Poesia
- No saps veure l'espai que t'envolta, pròleg de Pere Xifrell, dibuixos de Xavier Vilallonga i Roca Bon (Barcelona: Àcid, 1977)
- Diables d'escuma, pròleg de Carles Miralles (València: Eliseu Climent, Editor / Edicions 3i4, 1980)
- Pas de dansa, amb set litografies d'Enric Cormenzana i un pòrtic de Josep Palau i Fabre (Barcelona: Editorial Polígrafa, 1980)
- Immortal mort que et mors, nota liminar de Jordi Pàmias (Barcelona: Edicions 62, 1983)
- Esbrinem les flors de la terra: poesia completa, edició a cura de Julián Acebrón i Jordi Casals (Lleida: Pagès Editors, 1998)

### Biografies
- Folch i Torres, escriptor per a nois i noies, il·lustració fotogràfica de Jordi Peñarroja, dibuixos de Marta Trepat (Barcelona: Editorial Blume, "Personatges catalans de tots els temps, 7", 1981)

### Teatre
- Científicament s'ha demostrat, pròleg de Pere Xifrell, fotografies de Damià Barceló, dibuixos de Marta Trepat (Barcelona: Don Bosco, "Teatre Edebé per a Nois i Noies, 7", 1977)
- Viatge enllunat, presentació del Grup de Teatre de l'Orfeó de Sants (Barcelona: Don Bosco, "Teatre Edebé per a Nois i Noies, 17", 1981)
- Olor de cebes, nota liminar de Damià Barceló, dibuixos de Marta Trepat (Barcelona: Edebé, "Teatre Edebé per a Nois i Noies, 22", 1984)